# 5650 Mochihito-o
5650 Mochihito-o este un asteroid din centura principală de asteroizi.

## Descriere
5650 Mochihito-o este un asteroid din centura principală de asteroizi. A fost descoperit pe 10 decembrie 1990 la Yakiimo de Akira Natori și Takeshi Urata. Asteroidul prezintă o orbită caracterizată de o semiaxă mare de 2,62 ua, o excentricitate de 0,11 și o înclinație de 12,3° în raport cu ecliptica.